# 道順川戸
道順川戸（どうじゅんかわど）は、埼玉県春日部市の町丁。現行行政地名は道順川戸のみ。丁番の設定のない単独町名である。住居表示未実施地区。郵便番号は344-0047。

## 地理
埼玉県の東部地域で春日部市西部の古隅田川が造り出した沖積平野に位置する北西から南東に細長い地区。地区全域がかつての利根川の派流（現在の旧古隅田川）の河川区域内に位置する。東側で増富、南側から西側にかけて上蛭田、北側で南中曽根と隣接する。南中曽根や増富との境界線上を旧古隅田川が弧を描くように流れる。
地区内は市街化区域で、主に第一種中高層住居専用地域に指定された戸建ての住宅地となっている。また、野田線沿線の線路敷から50メートルの範囲内は第一種住居地域、さいたま春日部線の道路端から25メートルの範囲内は第二種住居地域に指定された住宅地である。豊春小学校の南東側には平成末期頃まで水田もあったが、宅地化されている。業平塚とも称された舟塚跡が地内にあり、旧古隅田川とさいたま春日部線（旧国道16号）の交差地点には、平安時代の歌人・在原業平の伝説に因んだ「業平橋」が架かる。
面積は0.074182659 km2で、春日部市の町・字では千間に次いで3番目に狭い。

## 歴史
もとは江戸期より存在した武蔵国埼玉郡岩槻領に属した道順川戸村であった。古くは箕輪郷太田荘の内にあったと云う。村高は正保年間の『武蔵田園簿』では17石余（田1石余、畑15石余）、『元禄郷帳』によると18石余、『天保郷帳』によると19石余であった。助郷は日光街道粕壁宿に出役していた。化政期の戸数は5軒で、村の規模は東西4町余、南北1町であった。古隅田川（利根川）には在原業平に因んだ「業平の渡し」があった。地名は古隅田川の川端を埋め立てて拓いたことに因むという。
- はじめは岩槻藩領、1807年（文化4年）より幕府領となる[10]。
- 幕末の時点では埼玉郡に属し、明治初年の『旧高旧領取調帳』の記載によると、代官・大竹左馬太郎支配所が管轄する幕府領であった[11]。
- 1868年（慶応4年）6月19日  - 代官支配地が武蔵知県事・山田政則（忍藩士）の管轄となる。
- 1869年（明治2年）
  - 1月13日 - 武蔵知県事・宮原忠英の管轄区域に大宮県を設置、同県の管轄となる。県庁は東京府馬喰町に置かれる。
  - 9月29日 - 県庁が浦和に置かれ浦和県に改称。
- 1871年（明治4年）11月13日 - 第1次府県統合により埼玉県の管轄となる。
- 1879年（明治12年）3月17日 - 郡区町村編制法により成立した南埼玉郡に属す。郡役所は岩槻町に設置。
- 1889年（明治22年）4月1日 - 町村制施行により、道順川戸村は上蛭田村、下蛭田村、花積村、道口蛭田村、南中曽根村、新方袋村、増富村、増戸村、上大増新田、下大増新田、谷原新田と合併し南埼玉郡豊春村が成立、道順川戸村は豊春村の大字道順川戸となる。
- 1890年（明治23年）10月15日 - 増富学校が増富の福蔵院（現、増富自治会館）より現在地に移転[12]、豊春小学校（現、春日部市立豊春小学校）と改称する[13]。
- 1920年（大正9年）4月1日 - 地内を通る道路[注釈 4]が埼玉県告示第103号により県道5号浦和杉戸線の一部（後の国道16号、現、さいたま春日部線）となり、県道認定される。
- 1929年（昭和4年）11月17日 - 地内に北総鉄道野田線（現、東武野田線）が延伸開業する。ただし地内に鉄道駅はなし。
- 1947年（昭和22年）
  - 4月1日 - 豊春小学校敷地内に豊春中学校（現、春日部市立豊春中学校）が開校する（1970年現在地に移転）[13]。
  - 9月 - カスリーン台風の襲来により大きな被害を受ける[10]。
- 1954年（昭和29年）7月1日 - 豊春村が南埼玉郡春日部町、武里村、北葛飾郡幸松村、北葛飾郡豊野村と合併し、市制を施行して春日部市が成立、春日部市の大字となる。
- 1963年（昭和38年）4月1日 - 地内を通る県道が埼玉県告示第592号により一級国道国道16号に昇格される（1967年の岩槻春日部バイパスの開通に伴ない、県道45号春日部岩槻線に降格）。
- 1970年（昭和45年）4月1日 - 地内に豊春中央保育園が設立される。
- 1994年（平成6年）4月1日 - 地内の県道45号春日部岩槻線が、埼玉県告示第519・527号により廃止され、主要地方道として県道2号大宮春日部線が認定される（さいたま市発足に伴ない、現在のさいたま春日部線に改称）。
- 2005年（平成17年）10月1日 - 春日部市が北葛飾郡庄和町と合併し、新たな春日部市が発足、同時に住所標記の簡略化のため市内の大字が廃止され[14]、大字道順川戸は丁番の設定のない道順川戸となる[15]。
- 2014年（平成26年）4月1日 - 地内の東武野田線に「東武アーバンパークライン」の路線愛称を設定する。

### 存在していた小字
- 道順[16]

## 世帯数と人口
2024年（令和6年）1月1日現在の世帯数と人口は以下の通りである。
| 丁目     | 世帯数  | 人口  |
| -------- | ------- | ----- |
| 道順川戸 | 182世帯 | 406人 |

## 小・中学校の学区
市立小・中学校に通う場合、学区は以下の通りとなる。
| 番地                                       | 小学校               | 中学校               |
| ------------------------------------------ | -------------------- | -------------------- |
| 1番地 - 5番地、7番地2、7番地4、7番地10     | 春日部市立宮川小学校 | 春日部市立豊春中学校 |
| 7番地1、7番地5 - 7番地9、7番地11 - 100番地 | 春日部市立豊春小学校 | 春日部市立豊春中学校 |

## 交通
地区の北部を東武鉄道野田線（東武アーバンパークライン）が通るが、鉄道駅は設置されていない。最寄り駅は同線豊春駅となる。

### 道路
- 埼玉県道2号さいたま春日部線 - 旧国道16号。

### バス
地内に路線バスの路線は設定されていない。
春日部市コミュニティバス「春バス」
地区内を巡回する路線は設定されていない。

## 施設
- 春日部市立豊春小学校
- 豊春中央保育園
- 春日部市消防団第八分団
- ふれあい公園